# Torrlösa församling
Torrlösa församling var en församling i Lunds stift och i Svalövs kommun. Församlingen uppgick 2002 i Svalövsbygdens församling.

## Administrativ historik
Församlingen har medeltida ursprung. 
Församlingen var till 1962 moderförsamling i pastoratet Torrlösa och (Norra) Skrävlinge. Från 1962 till 1974 var den annexförsamling i pastoratet Reslöv, Östra Karaby och Torrlösa. Från 1974 till 2002 var församlingen annexförsamling i pastoratet Svalöv, Felestad, Tirup och Torrlösa. Församlingen uppgick 2002 i Svalövsbygdens församling.

## Kyrkor
- Torrlösa kyrka